# Rutki-Głowice
Rutki-Głowice – wieś sołecka w Polsce, położona w województwie mazowieckim, w powiecie ciechanowskim, w gminie Ciechanów.
| SIMC    | Nazwa   | Rodzaj    |
| ------- | ------- | --------- |
| 0112785 | Borzymy | część wsi |
| 0112791 | Krupy   | część wsi |

W latach 1975–1998 wieś administracyjnie należała do województwa ciechanowskiego.